# المسقاة البرتغالية (الجديدة)

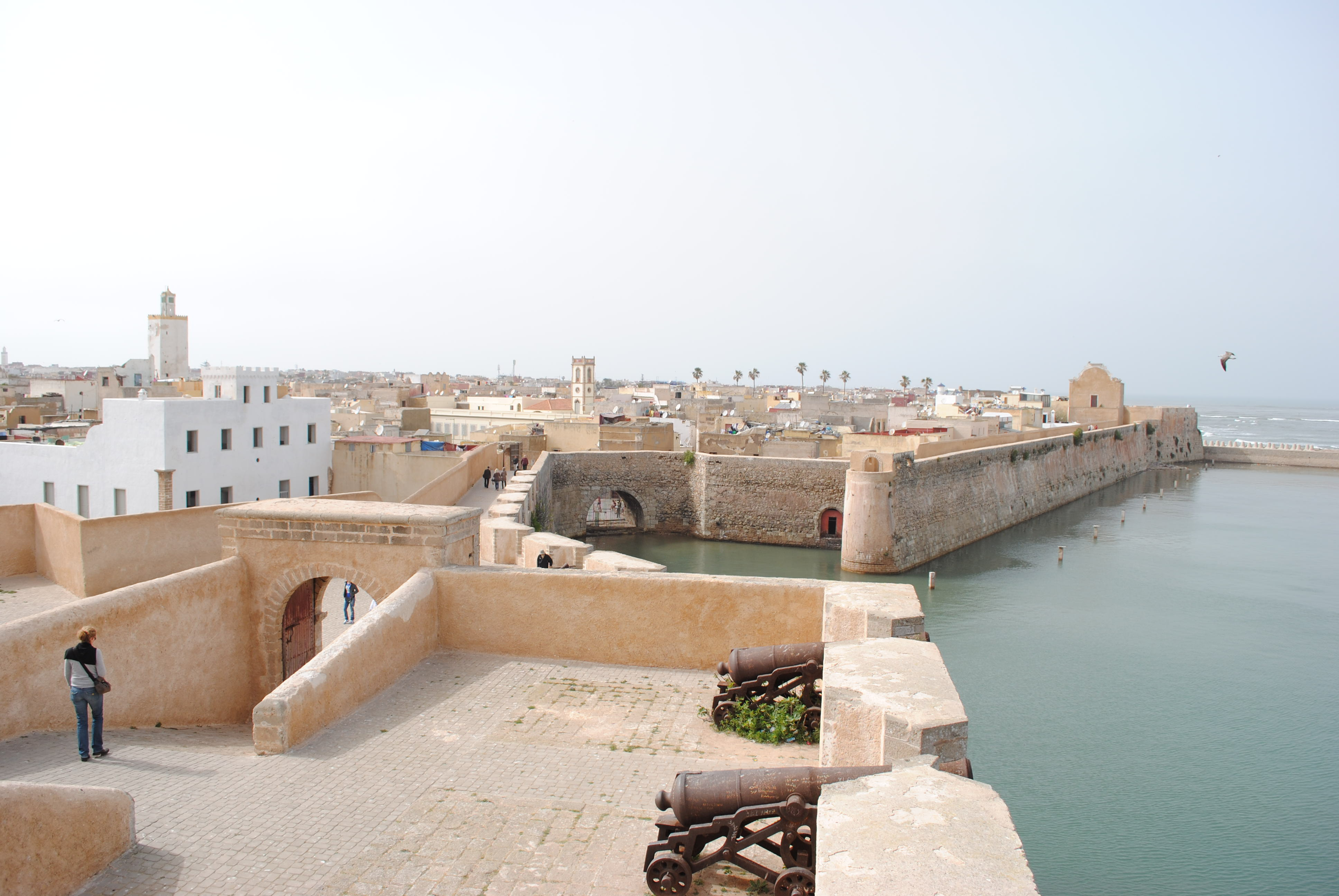
سور الحي البرتغالي(مزاغان)

الصهريج أو الخزان أو المسقاة البرتغالية هو خزان أرضي قديم ومعلم تراثي ثقافي مصنف يقع في مدينة الجديدة في المغرب.

## تاريخ
تم بناء الصهريج من قبل البرتغاليين داخل أصوار مدينة الجديدة التي تبعد عن الدار البيضاء جنوبا بنحو 90 كيلو مترا. وتعد المسقاة البرتغالية من أشهر المعالم التاريخية بالقلعة البرتغالبة مازاغان أو الحي  البرتغالي المشتق من الأمازيغية «إيمازيغن»، التي تم بناؤها عام 1514 للإنسانية من قبل منظمة اليونيسكو لحماية التراث العالمي. وفُتحت هذه المعلمة التاريخية للزيارة في وجه العموم انطلاقا من شهر ماي 1918م وصُنّفت تراثا وطنيا بظهير 3 نونبر 1919م ثم بظهير 15 أبريل 1924م. وتم تصنيفها سنة 2004 تراثا عالميا.
ويعود بناءها إلى القرن الخامس عشر، حيث كانت في بدايتها عبارة عن مستوع للحبوب ولخزن الأسلحة، قبل ان تتحول إلى خزان للمياه، بعد أشغال التحصين الكبرى التي شهدتها مازكان انطلاقا من سنة 1541م، وذلك من أجل توفير وضمان الماء باعتباره مادة حيوية أيام الحصار والحرب، سيما أن القلعة كانت معرضة لهجمات وحصارات المغاربة. إذ لم يتوصل الباحثون إلى التعرف بشكل دقيق على تقنية تزويد الخزان بالمياه، وذلك راجع إلى غياب حفريات أثرية، لكن بعض الإشارات التاريخية تدل على وجود بئر خارج أسوار القلعة من الناحية الغربية، كان يزود الخزان بالمياه عبر قنوات باطنية إلى جانب تجمعات الأمطار.
فتحتفُت المسقاة البرتغالية للزيارة في وجه العموم انطلاقاً من شهر ماي 1918، كما صُنّفت المدينة تراثاً وطنياً بظهير 3 نوفمبر 1919م، ثم بظهير 15أبريل 1924م.

## هندسة معمارية
يشتهر الخزان بطبقته الرقيقة من الماء التي تغطي الأرضية بانعكاسات ضوء السقف. تأخذ المسقاة شكل فناء واسع تحت أرضي ذي تصميم مربع الشكل تقريبا (حوالي 34.8م / 33.8م)، مغطى بسقف مشكل من عدة قباب متعاقدة على الطراز الهندسي القوطي مبنية بالآجور المطهي .
ترتفع هذه القباب بعلو 5 أمتار عن سطح أرضية المسقاة، وتستند على 25 من الأعمدة المبنية بالحجارة المنحوتة 12 منها دائري الشكل و13 مربّع الشكل . سقف المسقاة مسطح من الخارج. ولا تتوفر إلا على فتحة واحدة في وسطها، وكان الماء ولم يزل يصل إلى داخل الصهريج عبر قنوات في باطن الأرض تجلبه من العيون ومن المطر عبر تلك الفتحة العليا.وهناك أدراج جانبية بين برجي الرباط والسجن تسمح بالصعود إلى سطح المسقاة عبر بوابة مقفلة اليوم . في وسط المسقاة نلاحظ وجود مثاب بئر كان في الأصل موجودا فوق سطح المسقاة. وكان خزّان الماء البرتغالي قادرا على استيعاب حوالي 5000 متر مربع من المياه، ويمكن لغاية اليوم ملاحظة آثار الحد الأقصى لمستوى الماء المخزن على الجدران والأعمدة . كما يمكن ملاحظة وجود ميزاب لتصريف المياه الفائضة إلى خارج المسقاة على مستوى الجدار الكائن بين برجي اللقلاق والرباط.
أرضية المسقاة مغطّاة بوحدات طولية من الآجور الأحمر المطهي المتصلة فيما بينها بمادة الرّصاص لمنع التسرّبات المائية. وهي تنحدر في اتجاه وسط المسقاة.

## الحي البرتغالي مازاغان
الجديدة أو مازغان مدينة عريقة على شاطئ المحيط الأطلسي بالمملكة المغربية، سبق لها أن حملت عدة أسماء عبر التاريخ. أطلق عليها الرومان “روزيبيس”. تم احتلالها من قبل البرتغاليين في القرن السادس عشر، وقد أطلقوا عليها اسم “مازاغان'' سنة 1506 م. عمّرها البرتغاليون لمدة 267 سنة تقريبا.فتمكن جيش السلطان سيدي محمد بن عبد الله من تحريرها سنة 1769م وذلك بعد حصار طويل. ولم يقدروا على مواجهة 120 ألفا من الجنود المغاربة الذين ظلوا يحاصرون المدينة، ثم إبرام اتفاق مع السلطان محمد بن عبد الله على مغادرة المدينة بشرط أن لا يتعرضوا للهجوم عند مغادرتها. لكن بالرغم من ذلك لم يخرج البرتغاليون إلا بعد أن وضعوا كمينا، حيث  انفجرت المدينة بعد أن دخل إليها جنود التحرير، وفي تلك الساعة كان جل سكان المدينة على البواخر في مياه المحيط. لكن الأسوار المتينة والبنايات بالرغم من ذلك ظلت صامدة وهكذا أطلق عليها اسم “المهدومة”، إلى أن أمر السلطان مولاي عبد الرحمان بترميمها وإعادة بناء هذه المدينة سنة 1832م، فسميت بمدينة “البريجة” ثم سميت بعد ذلك باسم الجديدة. وسميت مرة أخرى إبان الحماية الفرنسية بمدينة  مازاغان، وكان الجنرال ليوطي يصفها “دوفيل المغرب”. وبعد الاستقلال تستعيد المدينة اسمها” الجديدة”.
الحي البرتغالي :
بين الأسوار العالية المنيعة على شاطئ المحيط الأطلسي، تبدو المدينة جميلة، موقعها عبارة عن شبه جزيرة. داخل هذا الفضاء توجد تحفة معمارية خلفها الإستعمار البرتغالي عبارة عن منازل وكنائس وأزقة تحمل طابع القرون الماضية، ظل للبرتغال ارتباط روحي بهذه المدينة، وقد نقلوا إليها معالم الهندسة البرتغالية. وتعتبر “المسقاة” إحدى أهم المعالم التاريخية والسياحية بالمدينة، وتوجد في مركز الحي البرتغالي. كانت عبارة عن ملجأ، احتمى به البرتغاليون الأوائل الذين قدموا إلى المدينة سنة 1502م. يقول أبوالقاسم الشبري، الباحث الأثري ومدير مركز الدراسات وأبحاث التراث المغربي البرتغالي، إن «الحي البرتغالي» الذي كان يطلق عليه اسم «مازيغن» بني في مرحلتين الأولى كانت سنة 1514، حيث بنى الأخوين البرتغاليين المهندسين، فارنسيسكو ودييغو دي أرودا المسقاة المعروفة حاليا بـ «المسقاة البرتغالية» التي تضم المسقاة و4 قاعات أخرى. أما المرحلة الثانية كانت سنة 1541 و1548، حيث جرت عمليات توسعة «الحي البرتغالي» أو «القلعة البرتغالية» من قبل المهندس الإيطالي الأصل بنيديكت دي رافيينا. أشغال توسعة «الحي البرتغالي» لم تكن اعتباطية بحسب الباحث الأثري، فبعد طرد البرتغاليين ابتداء من سنة 1541 من أكادير وأزمور وآسفي على يد السعديين، ليتحول الحصن إلى قلعة بخندق وأسوار عريضة وهو ما يشكل حاليا الحي البرتغالي كاملا. يتواجد بالحي البرتغالي حاليا عدد من المحلات التجارية الصغيرة التي تعرض منتجات الصناعة التقليدية على السياح الأجانب، كما يضم الحي مقاهي ومطاعم ورياضات لاستقبال الزوار.

## الأهمية السياحية
صمّمت المسقاة البرتغالية بشكل هندسي دقيق جعل منها تحفة معمارية متميزة شدّت إليها إعجاب كبار المخرجين السينمائيين العالميين والفنانين التشكليين، ومنهم المخرج الأمريكي الكبير أورسن ويلز الذي صور فيها بين عامي 1949-1952، إحدى أروع تحفه السينمائية الخالدة «عطيل» التي كتبها وليام شكسبير. وقد نال ويلز الجائزة الكبرى لمهرجان كان السينمائي عن هذا الفيلم. وكانت المسقاة حاضرة في أعمال العديد من المؤرخين مثل المؤرخ الشهير بيدرو دياش الذي قال عنها «لا يسعنا إلا التوقف عند هذه المعلمة المعمارية الفذة المتمثلة في صهريج مازيغن» السقالة. لربما لم يكن بناء هذا الصهريج جزءا من الخطط التي صاغها المعماريون، غير أن جوو دي كاستيليو أقدم على بنائها مُستغلا الفضاء الذي كان يضم موقع السلاح من القلعة المانويلية القديمة». كما سجل غونصالو كوتينيو إعجابه بهذه التحفة الفنية، مشيرا إلى قول حاكم مازاغان في تقرير كتبه سنة 1629: «لو كان هذا الصهريج قد بني في بلد أجنبي لسارت بذكره الركبان ولأصبح حديث المجالس والبلدان، ولما قلّت شهرته عن مسلات روما وحمامات ديوقلييانوس" 

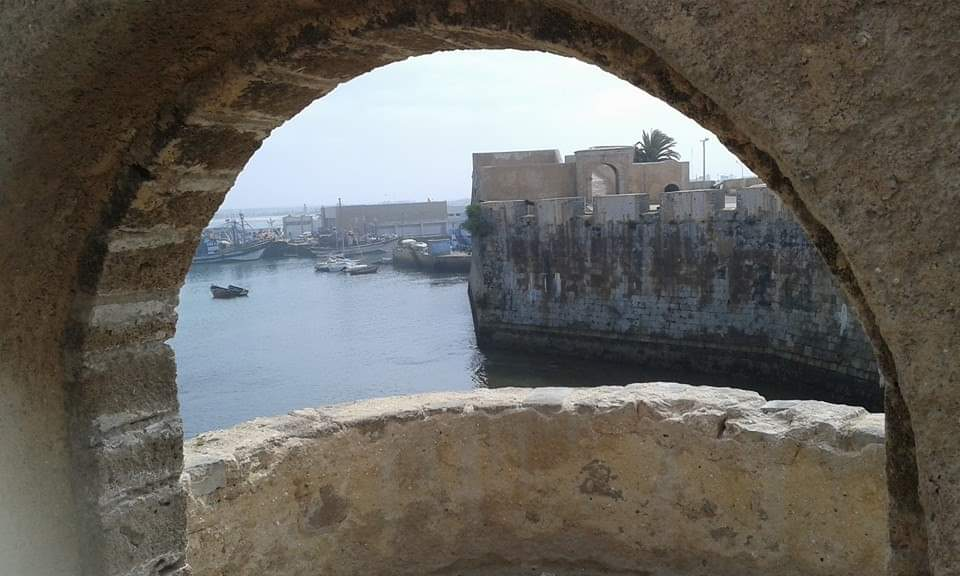
الحي البرتغالي بمدينة الجديدة

## معرض الصور

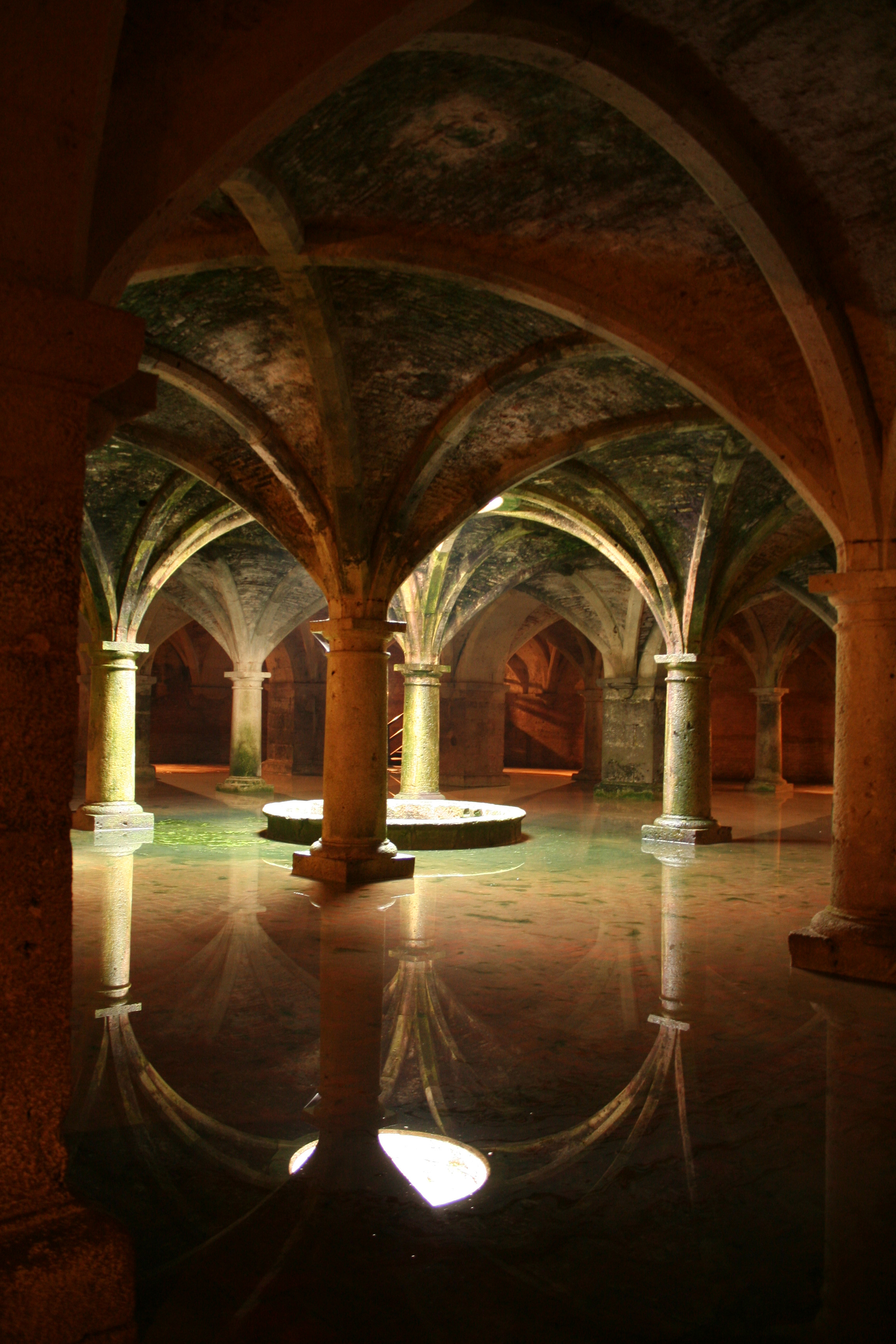
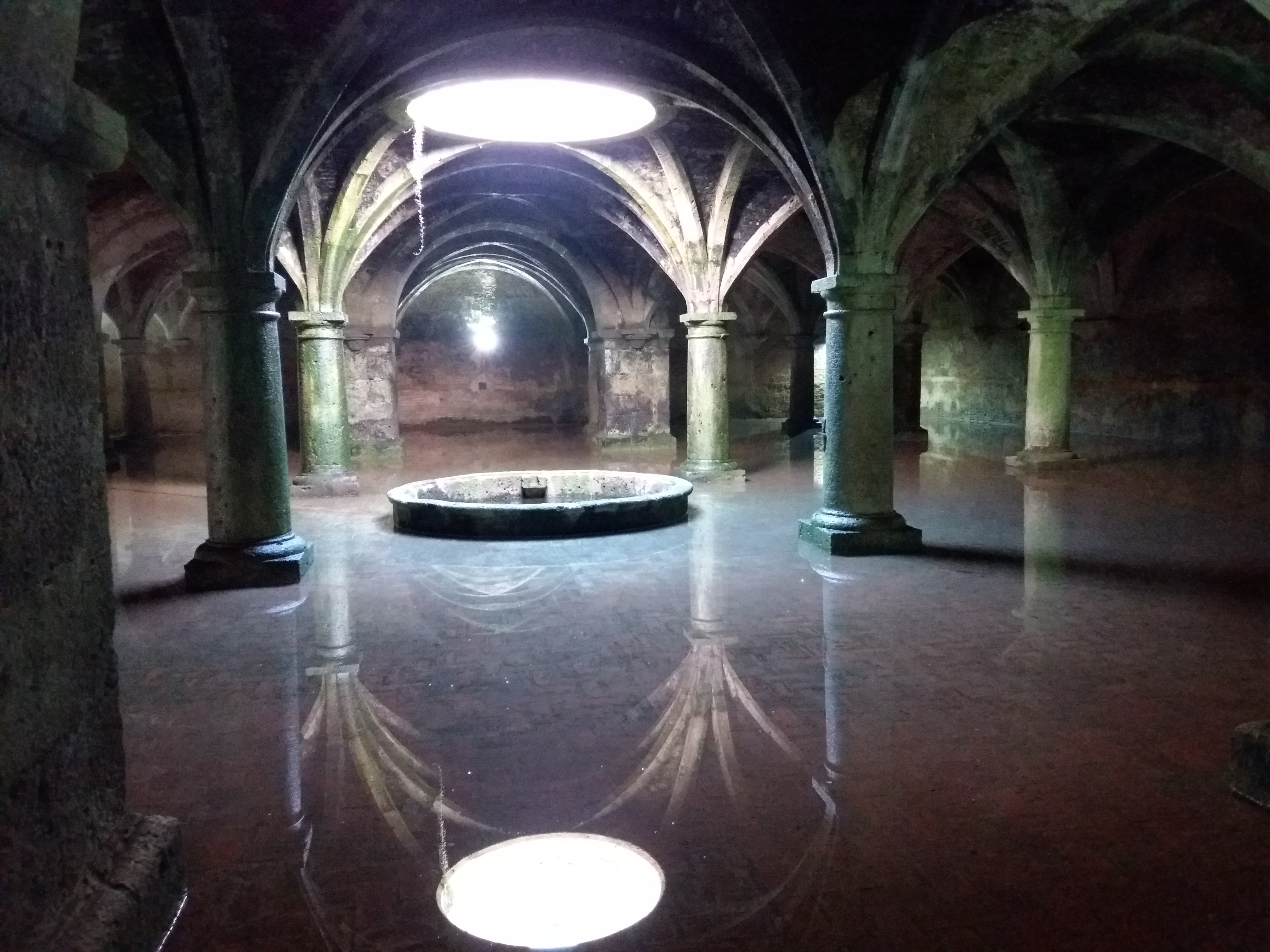
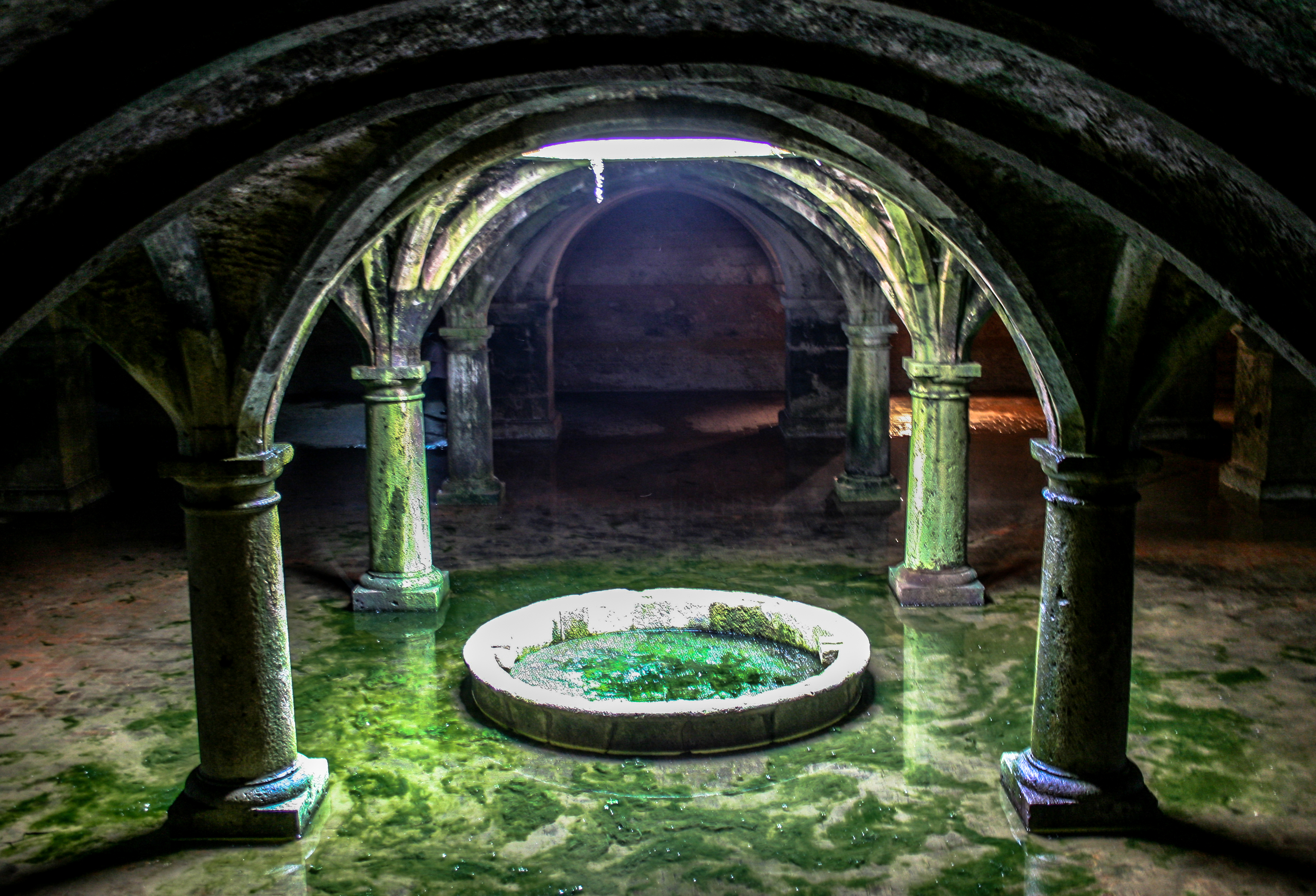

## روابط خارجية
- المدينة البرتغالية في مدينة الجديدة